# رامون دي لا كروث
دون رامون دي لا كروز كانو إي أولميديّا (مدريد، 28 مارس 1731 - مدريد، 5 مارس 1794) كان كاتبًا مسرحيًا إسبانيًا، ويُعتبر أحد أبرز المعبّرين عن الطابع المدريدي الأصيل (الكسيتيسمو)، وذلك في سياق ما يُعرف بـ "الفن الجديد في كتابة الكوميديا"، الذي عُبّر عنه من خلال الساينتي (sainete) أو الإنتريميسو (entremés)، وهما شكلان مسرحيان قصيران وهزليان.
لا تتوفّر معلومات كثيرة عن حياته. من المعروف أنه كان يعيش في مدينة سبتة عندما كان في الثالثة عشرة من عمره، حيث كان والده يشغل وظيفة إدارية، وكان يؤلف أبياتًا شعرية من نوع "décimas". في سن الخامسة عشرة، قام أحد أصدقائه بنشر حوار فكاهي من تأليفه في مدريد دون ذكر اسمه.
في عام 1759، كان يعمل في إدارة السجون، وتزوج في العام التالي من السيدة مارغريتا بياتريث ماغان ميلو دي بارغاس، التي أنجبت له خمسة أبناء على الأقل، أحدهم هو أنطونيو رامون دي لا كروز كانو إي أولميديّا، الذي أصبح لاحقًا القائد العام للمدفعية الإسبانية في معركة بايلين. درس العلوم الإنسانية، وكان يحظى بحماية دوق ألبا، الذي كان يصطحبه في رحلاته، وكذلك من الكونتيسة دي بنيفينتي، التي ألّف من أجل مسرحها الخاص عددًا من "السَينيتيّات"، وأيضًا من ابنتها دوقة أوسونا. كان يحمل في أكاديمية أركاديا الاسم الأدبي لاريسو ديانيو.
خلال شبابه، كتب تراجيديات وكوميديات كان فيها مقلدًا بشكل خاص لبييترو متاستازيو، وجان راسين، وفولتير. كما ترجم أعمالًا لهؤلاء المؤلفين، وأنتج نسخة من مسرحية "هاملت" لشكسبير عبر التكييف الفرنسي الذي أجراه جان-فرانسوا دوسيس. كذلك قام بتكييف بعض النصوص من المسرح الإسباني الكلاسيكي، مثل "أندروميدا وبيرسيو" لكالديرون، و"إيفيجينيا" لخوسيه دي كانيزاريس. أخيرًا، كرس نفسه لمسرح "السَينيتي" الشعبي وحقق فيه نجاحًا كبيرًا، حيث ألّف أكثر من ثلاثمائة عمل من هذا النوع، مما أثار عداء أنصار الكلاسيكية الجديدة، الذين كانوا يفضلون فنًا أكثر مثالية وتعليمًا. من بينهم كاسيميرو غوميث أورتيغا، الذي نشر ضده نقدًا بعنوان "فحص محايد للزارزويلا المعنونة 'فلاحات مرسية'" وتناول فيه أيضًا باقي أعماله (1769). ومن المرجح أن هذا العداء كان نتيجة الامتيازات التي منحه إياها مجلس بلدية مدريد، والتي مكنته من بسط سيطرة واسعة على الحياة المسرحية في البلاط، حتى أصبح المدير الفعلي لمسرحي "لا كروز" و"إل برينسيبي" في مدريد، حيث كانت برامجهما تحت إدارته. كما نال العديد من الأوسمة والتكريمات العامة؛ وبلغ ذروة مجده سنة 1773، عند سقوط حكومة كونت أرندا، الذي كان راعيًا للذوق الكلاسيكي الجديد.
سعى رامون دي لا كروز بنفسه إلى جمع أعماله، ونشر منها مجموعة غير مكتملة في عشرة مجلدات بين عامي 1786 و1791. كتب ما مجموعه 542 عملًا، بين تراجيديات، وسَينيتيات، وزارزويلات. وكان من أعز أصدقاء الرسّام فرانسيسكو دي غويا. أُصيب بالتهاب رئوي سنة 1793، وتعافى منه، لكنه لم يسترد عافيته بالكامل، وتعرض لثلاث انتكاسات، كانت الأخيرة منها سبب وفاته.
باستثناء فترة بداياته التي كتب فيها ترجمات وتقليدات واقتباسات عن التراجيديين الفرنسيين والإيطاليين (راسين، فولتير، دوسيس، بومارشيه، متاستاسيو، وأبوستولو تزينو)، ألّف أيضًا كوميديات مثل مارثا المتروكة، وأوبرات زارزويلا مثل الوصي العاشق، والحصادات في باييكاس (1768)، والفلاحات في مورسيا (1769)، ونساء فونكارال (1772)، والمحامي فارفولا (1776)، وغيرها. إلا أنّ شهرته الكبرى تعود إلى أعماله المتأخرة، وهي أكثر من ثلاثمائة "سَينيتي" (لوحات قصيرة واقعية ذات طابع فكاهي، مليئة بالموسيقى والأغاني، صيغت بخفة ورشاقة شعرية)، تناول فيها وصوّر مدريد في عصره. وأشهرها على الأرجح هو مانولو، حيث يسخر من الكوميديات البطولية التي كانت تهيمن على المسارح آنذاك، مستخدمًا لغة الشوارع وأسلوب الطبقات الدنيا لوصف عودة مجرم إلى مدريد بعد خروجه من السجن في أحد المعتقلات الإفريقية، وهي بيئات كان رامون دي لا كروز يعرفها جيدًا، إذ سبق له أن عمل موظفًا في السجون وعاش في سبتة، فكان يسخر من المواقف التراجيدية في تلك الكوميديات.
في الواقع، يشكل عدد كبير من هذه "السَينيتيات" مجموعة من المحاكاة الساخرة للتراجيديات الكلاسيكية الفرنسية بأسلوب رصين وشعر إندكاسيلي في قالب الرومانس البطولي، مثل مانولو، وإينيسيا من بِينتو، وزارا. ففي الأخيرتين يسخر من مسرحية إينيس دي كاسترو للكاتب لاموت، وزايرا لفولتير. وهناك مجموعة أخرى يصف فيها الأساليب المسرحية السائدة في عصره، مثل المسرح من الداخل، والمسرح من الخارج، والسَينيتي المقطوع. غير أن المجموعة الأبرز، التي تجسد شعاره الفني "أنا أكتب والواقع يملي عليّ"، هي تلك التي تتناول العادات المدريدية، وهي موجودة أيضًا في المجموعتين السابقتين، مثل: البْرادو ليلًا، والصالونات الأدبية في مدريد، وعشية عيد القديس بيدرو، والماخا الراعية، وبائعات الكستناء المتشاجرات، وسوق الراثترو صباحًا، ومرج القديس إيسيدرو، وغيرها.
وتعود مصادر بعض "السَينيتيات" إلى الأدب الفرنسي؛ إذ استلهم رامون دي لا كروز أعمالًا لمارك أنطوان لوغران (13 قطعة)، ولويس كارّوجيس كارمونتيل (10)، وموليير (7)، وفرانسوا شارل بانار (6)، وأحيانًا لماريڤو، وشارل سيمون فافار، وفلوران كارتون دانكور، وغيرهم.
الإصدارات:
المسرح، أو مجموعة السَينيتيات وغيرها من الأعمال الدرامية لدون رامون دي لا كروز إي كانو، مدريد، المطبعة الملكية، بين عامي 1786 و1791، في عشرة مجلدات.
مجموعة السَينيتيات: مطبوعة وغير مطبوعة. المجلد الأول من تأليف رامون دي لا كروز، مع مقدمة كتبها أغوستين دوران، وآراء نقدية لكل من مارتينيث دي لا روزا، وسينيوريلي، وموراتين، وهارتثنبوش. مدريد، دار نشر يينيس (الجمعية الأدبية؛ المكتبة الأوروبية لهيدالجو)، 1843.
سَينيتيات غير منشورة لدون رامون دي لا كروز، محفوظة في المكتبة البلدية بمدريد، ونُشرت بقرار من المجلس البلدي الموقر للمدينة، مدريد، المطبعة البلدية، 1900.
سَينيتيات لدون رامون دي لا كروز (معظمها غير منشور)، المجلد الأول. مجموعة قام بترتيبها إميليو كوتارييلو إي موري، مدريد: بايلي باييه، 1915 (المجلد الأول)، و1928 (المجلد الثاني).
ثمانية سَينيتيات غير منشورة لدون رامون دي لا كروز، قام بتحريرها مع وضع الملاحظات تشارلز إميل كاني، اعتمادًا على المخطوطات المحفوظة في المكتبة البلدية بمدريد، بركلي: مطبعة جامعة كاليفورنيا، 1925.
المسرح عن المسرح: ستة سَينيتيات غير منشورة، إعداد أنطونيو دييث ميديابيا، أليكانتي: المكتبة الافتراضية ميغيل دي ثيربانتس، 2004.
لسبب غير معروف، اتخذ أبناء دون رامون ودونيا بياتريس (دولوريس، وريتا، وأنطونيو) لقبي والدهم معًا، بدلًا من أن يأخذوا كلقب ثانٍ اللقب الأول لوالدتهم. ومن اللافت أن أبناء شقيقه خوان (النقاش ورسام الخرائط الشهير الذي أعد، من بين أعمال أخرى، خريطة استثنائية لأمريكا الجنوبية ومجموعات مختلفة من النقوش التي تصوّر العادات) أضافوا اللقب الأول لوالدتهم إلى أسمائهم بعد لقبي والدهم. ويمكن قراءة تفاصيل هذه الحادثة في بايلين، وهو أحد «الحلقات الوطنية» لغالدوس، حيث يُذكر أنطونيو برتبة عقيد وبلقب "إل ساينييتيرو" في إشارة إلى والده.
1. 1 2  Brockhaus Enzyklopädie | Ramón Cruz Cano y Olmedilla (بالألمانية), OL:19088695W, QID:Q237227
2. 1 2  Proleksis enciklopedija | Ramón de la Cruz Cano y Olmedilla (بالكرواتية), QID:Q3407324
3. ↑  Gran Enciclopèdia Catalana | Ramón de la Cruz (بالكتالونية), Grup Enciclopèdia, QID:Q2664168
4. ↑  Charles Dudley Warner, ed. (1897), Library of the World's Best Literature (بالإنجليزية), QID:Q19098835